# سیارک ۳۴۲۳
سیارک ۳۴۲۳ (به انگلیسی: 3423 Slouka، نامگذاری:1981CK) سه هزار و چهارصد و بیست و سومین سیارک کشف شده‌است که در ۹ فوریه ۱۹۸۱ کشف شد.
قدر مطلق سیارک برابر ۱۲٫۲۰ است.